# اختطاف (مسلسل 2021)
اختطاف هو مسلسلٌ دراميٌّ تراجيديٌّ اجتماعيٌّ سعوديٌّ، تدور أحداثه في عالم الجريمة والاختطاف، ويتناول المسلسل قصة اختطاف طفلة تُدعى «لينا»، وبدء عائلتها عملية البحث عنها، المسلسل من تأليف الكاتبة السعودية أماني السليمي، وإخراج البريطاني مارك إفيريست وهو مُخرج متخصّص في تقديم أفلام الجريمة والاختطاف، العمل مكون من 13 حلقة وعُرض على «شاهد في آي بي» بدءًا من 13 أغسطس 2021.

## القصة
تدور أحداث مسلسل «اختطاف» حول الطفلة "لينا" التي تؤدي دورها الممثلة إلهام علي، والتي اختُطِفَت وحُبِسَت داخل مزرعة لمدة تقارب العشرين عاماً، ومارس عليها الخاطف "ماجد"، الذي يلعب دوره الممثل خالد صقر، شتى أنواع التعذيب النفسي والحرمان من الطعام والتخويف والترهيب، حيث تستمر عائلتها طيلة تلك الفترة في البحث عن أي أثر لها دون جدوى ضمن سلسلة أحداث تشويقية لا تخلو من مشاهد الرعب، وما إن تتمكن شقيقتها من حل لغز اختفائها حتى يحدث ما هو غير متوقع.

## طاقم التمثيل
يضم مسلسل "اختطاف" باقة من الممثلين السعوديين البارزين، منهم خالد صقر، عبد الإله السناني، ليلى السلمان، ريم الحبيب، مرزوق الغامدي، عبد العزيز السكيرين، فايز بن جريس، حكيم جمعة، عهود السامر، نور حسين، أضوى فهد، مهند بن هذيل، أسمهان توفيق، فاطمة الحوسني، آلاء شاكر، عبد العزيز المبدل، سامي حازم، ندى توحيد، علي الشهابي، رأفت درزي، أحمد السعيد، جاد حداد.
- إلهام علي
- خالد صقر
- عبد الإله السناني
- ليلى السلمان
- ريم الحبيب
- مرزوق الغامدي
- عبد العزيز السكيرين
- فايز بن جريس
- حكيم جمعة
- عهود السامر
- نور حسين
- أضوى فهد
- مهند بن هذيل
- أسمهان توفيق
- فاطمة الحوسني
- رسيل
- عذوب العتيبي

## ملخص الحلقات
يتألف مسلسل "اختطاف" من 13 حلقة مدة كل واحدة منها 40 دقيقة. وفيما يلي ملخص الحلقات:
الحلقة 1: تبدأ الأحداث باحتفال "خلود" بعيد ميلادها، ويتذكر والديها اختطاف شقيقتها التوأم "لينا" قبل 10 سنوات، حيث لم تفقد العائلة الأمل في العثور عليها، وفي مشهد آخر تظهر "لينا" مع مختطفها "ماجد"، وتبدو عليها علامات الجوع والتعذيب.
الحلقة 2: بينما تستعد "خلود" للزواج من "فهد"، تطلب والدتها منها خلع النقاب والكشف عن وجهها في محاولة البحث عن الشبه بينها وبين "لينا". ومن جهة أخرى، يحكي "ماجد" لـ "لينا" قصة من طفولته عندما حبسه والده، ثم يتفاجأ باختفاء "لينا".
الحلقة 3: تقوم والدة "لينا" بطباعة صور ابنتها وتوزعها في كل مكان، في حين يشتكي خادم المزرعة لإمام المسجد معاملة "ماجد" السيئة لفتاة ما داخل المزرعة، الأمر الذي يدفع والدة "ماجد" لطلب الذهاب إلى المزرعة، لكن "ماجد" يتهرب من ذلك، ويبدأ بالشك حول حمل "لينا".
الحلقة 4: يبدأ "ماجد" بتحذير "لينا" من عواقب الحمل، وتبدأ في كسب ثقته، ويجلب لها تلفاز. ومن جانب آخر؛ يحاول "راجو" إخبار "أبو صالح" بوجود امرأة محبوسة داخل مزرعة "ماجد".
الحلقة 5: يطلب "ماجد" من "لينا" إجراء اختبار الحمل، وتتمكن من خداعه بنتيجة الاختبار السلبية؛ وفي ذات الوقت، تصر والدة "ماجد" على الذهاب إلى المزرعة، وتستمر والدة "لينا" في نشر صورها والبحث عنها.
الحلقة 6: يوافق "ماجد" على اصطحاب "والدته" وابنة خالته "العنود" إلى المزرعة، وهناك تحاول "لينا" التواصل مع "العنود" التي تقرر إبلاغ الشرطة عن وجود شخص محبوس. ثم تلتقي "خلود" دكتورة كانت تعالج "لينا" سابقاً من محاولة انتحار، فتتأكد "خلود" أن "لينا" على قيد الحياة.
الحلقة 7: تخبر زوجة "أبو صالح" والدة "ماجد" عن سبب هروب "راجو"، وتواجه ابنها عن حبسه لامرأة في مزرعته، وتكتشف من خلال برنامج تلفزيوني سجلته "لينا" بأن "ماجد" قد خطفها، وتهدده "العنود" بإبلاغ الشرطة، فيرتب لها حادث سيارة ليعرقل تحركاتها.
الحلقة 8: يسبب "ماجد" صدمة لوالدته ويؤدي ذلك إلى وفاتها، ثم تحاول "لينا" الهروب من المزرعة لكنها تفشل مرة أخرى.
الحلقة 9: يشك "بندر" صديق "ماجد" بوجود امرأة محبوسة في المزرعة، ويواجه "خالد" بالأمر. وتستمر "لينا" في حفر الجدار في محاولة منها للهروب، في حين يتصل "ماجد" بـ "خلود" وتسمع صوت "لينا".
الحلقة 10: يدّعي "ماجد" كذباً أنه زوج الدكتورة التي عالجت "لينا"، وتصدق "خلود" ذلك، ثم يختطف "ماجد" "خلود" ويحبسها في المزرعة، وهناك تقابل شقيقتها "لينا" لأول مرة.
الحلقة 11: تبدأ عائلة "خلود" في البحث عنها، وتبلغ الشرطة عن اختفائها. ويقرر "ماجد" السفر إلى الولايات المتحدة، غير أنه يتفاجأ بهروب "لينا" من الفتحة التي حفرتها في الجدار.
الحلقة 12: تتمكن "لينا" من الوصول إلى منزل أهلها، في حين يحرق "ماجد" المزرعة التي كانت تختبئ فيها، ثم يصطحب "خلود" أسيرةً ويواصل البحث عن "لينا".
الحلقة 13: يرفض "أبو مهند" مساعدة صديقه "ماجد" في الهروب، وينجح في تحرير "خلود" من أسرها. في حين يهرب "ماجد" من قبضة الشرطة، وتُفاجئ "لينا" الجميع بعودتها إلى مختطفها "ماجد" طواعيةً، إذ لم تتمكن من العيش بدونه.

## فريق العمل
يشمل فريق عمل مسلسل "اختطاف" كل من:
- أماني السليمي: المؤلفة
- مارك إيفرست: المخرج
- أليساندرو مارتيلا: مدير التصوير
- فادي مارديني: التأليف الموسيقي
- أحمد العسيلي: مهندس صوت
- أسامة الشرقي: إشراف تقني
- عمر علي: كلاكيت
- خلف الحربي: إشراف عام[9][10]

## وصلات خارجية
- مسلسل اختطاف على موقع IMDb (الإنجليزية)
- مسلسل اختطاف على موقع قاعدة بيانات الأفلام العربية
- مسلسل اختطاف على موقع كينوبويسك (الروسية)
- مسلسل اختطاف على موقع قاعدة بيانات الفيلم (الإنجليزية)